# Grenzbach (Lothdorfer Bach)
Der Grenzbach ist ein rechter Zufluss zum Lothdorfer Bach in Oberbayern.
Er entsteht am Kesselmoos im Königsbergwald und durchfließt diesen Bergwald in einem Kerbtal weitgehend nordwärts auf der Gemeindegrenze von Habach zu Sindelsdorf. Zuletzt tritt er ins Habacher Gebiet ein, erreicht die flache und feuchte Talebene zwischen Habach im Westen und Sindelsdorf im Osten und mündet dort unterhalb der Habacher Thomamühle in nunmehr offenem Gelände von rechts in den untersten, ostwärts laufenden Lothdorfer Bach.